# Bad Münder am Deister

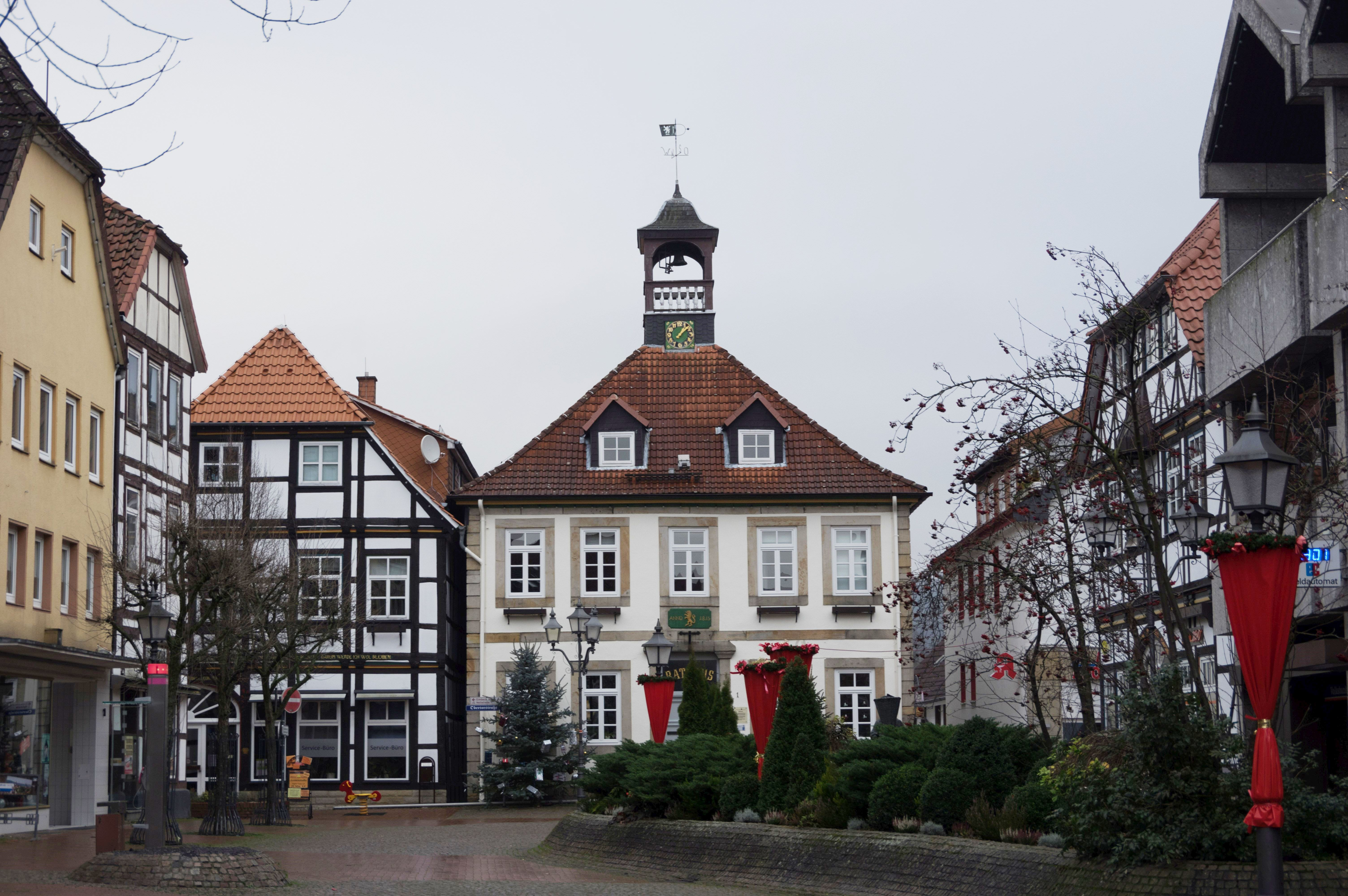
Marktstraße mit Rathaus

Bad Münder am Deister ist eine Kurstadt im Landkreis Hameln-Pyrmont in Niedersachsen. Die Stadt mit 16 Ortsteilen zählt 17.400 Einwohner (31. Dezember 2023). Der Ortsteil Bad Münder (bis 1936 Münder) ist Verwaltungssitz mit rund 8000 Einwohnern.

## Geographie
Bad Münder am Deister liegt im Deister-Süntel-Tal an der Bundesstraße 442 und ist umgeben von den bewaldeten Gebirgszügen Deister und Süntel im Weserbergland, nördlich von Hameln. Die Hamel durchfließt das Stadtgebiet.
Die folgenden Kommunen grenzen im Uhrzeigersinn um das Stadtgebiet:
- Landkreis Hameln-Pyrmont
  - Flecken Coppenbrügge
  - Stadt Hameln
  - Stadt Hessisch Oldendorf
- Landkreis Schaumburg
  - Gemeinde Hülsede
  - Gemeinde Messenkamp
  - Flecken Lauenau
- Region Hannover
  - Stadt Barsinghausen
  - Stadt Springe

Seit der Gebietsreform am 1. Januar 1973 gehört die Stadt Bad Münder am Deister zum Landkreis Hameln-Pyrmont und besteht aus den nachstehend aufgeführten 16 Ortsteilen:
- Bad Münder
- Bakede
- Beber
- Böbber
- Brullsen
- Egestorf (Süntel)
- Eimbeckhausen
- Flegessen
- Hachmühlen
- Hamelspringe
- Hasperde
- Klein Süntel
- Luttringhausen
- Nettelrede
- Nienstedt
- Rohrsen

## Geschichte

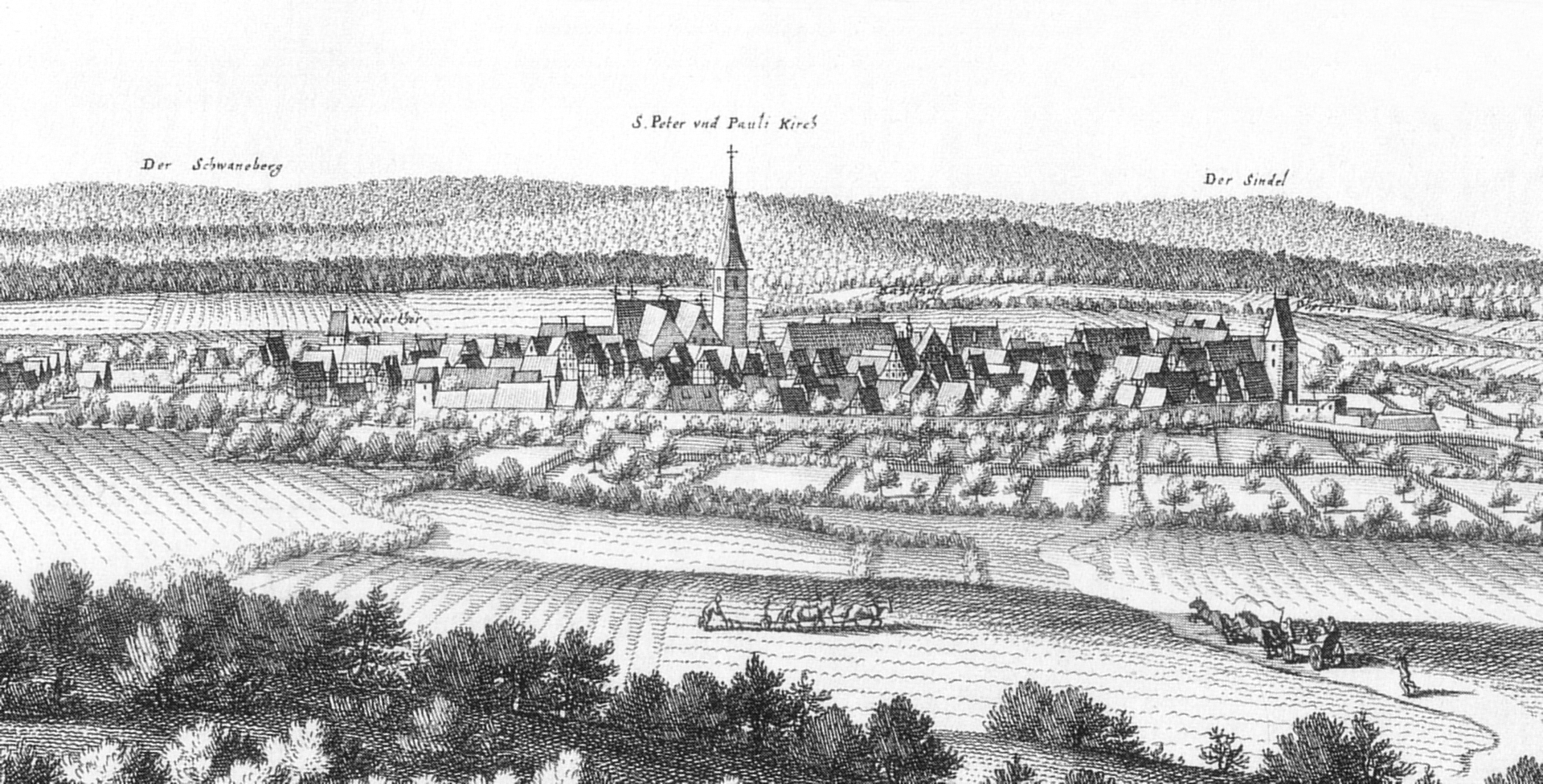
Merian-Stich von 1654

Der Ort im Deister-Süntel-Tal wurde zwischen 856 und 869 als „Munimeri“ erstmals erwähnt. Die Heilkraft der Sole-, Schwefel- und Bitterquellen war schon früh bekannt. Mönche kamen eventuell wegen der Solequellen zu Fuß aus Minden angereist, immerhin fast 50 km. Dadurch könnte der Name „Mindener Sold“ entstanden sein, der sich im Laufe der Zeit zu „Mündener Sold“ entwickelt haben könnte. Der tatsächliche Ursprung des Namens ist aber ungewiss. Mit Sicherheit taucht Münder im Jahre 1033 in einer Urkunde Kaiser Konrads II. als „Munnere“ auf. Die seit 1033 bestehende Salzgewinnung wurde erst 1924 eingestellt.
Im heutigen Ortsteil Hamelspringe wurde 1306 ein Zisterzienserkloster von Loccum aus gegründet.
Während der Hildesheimer Stiftsfehde von 1519 bis 1523 und im Dreißigjährigen Krieg wurde die Stadt vollständig zerstört. Im Ortsteil Klein Süntel produzierte zwischen dem 17. und 19. Jahrhundert die Glashütte Klein Süntel mit Unterbrechungen Hohlglas und andere Glasprodukte. Im Jahre 1872 bekam Münder einen Eisenbahnanschluss an das Netz der Hannover-Altenbekener Eisenbahn-Gesellschaft.
Die Geschichte der Juden in Bad Münder setzt um das Jahr 1700 ein, als erstmals Schutzjuden urkundlich erwähnt werden. Der jüdische Friedhof der Gemeinde ist im Jahre 1782 zum ersten Mal bezeugt; ab 1835 bestand im Ort eine Synagoge. Im 19. Jahrhundert lebten rund 50 Personen jüdischen Glaubens im Ort. Danach ging ihre Zahl in den 1930er Jahren zur Zeit des Nationalsozialismus auf unter 10 Personen zurück. Deportationen von jüdischen Bürgern aus Bad Münder erfolgten 1942. Mindestens 18 Menschen, die in Bad Münder geboren worden waren oder gelebt hatten, wurden Opfer des Holocaust.
Im Jahre 1936 erhielt Münder den Status einer Kurstadt, so dass Münder zu Bad Münder wurde und heute das Prädikat „Staatlich anerkannter Heilquellenkurbetrieb“ trägt. Der Kurort besitzt eine reizvolle Altstadt mit historischen Fachwerkhäusern und Sandsteinbauten aus der Weserrenaissance. Die Stadt lebt heute, außer von der Glas- und Möbelindustrie, hauptsächlich vom Gesundheitswesen und dem Tourismus.
Am 9. September 2002 wurden bei einem Zugunglück 40.000 Liter der Chemikalie Epichlorhydrin freigesetzt.

### Eingemeindungen
Am 1. Januar 1973 wurden die Gemeinden Bakede, Beber, Böbber, Brullsen, Egestorf am Süntel, Eimbeckhausen, Flegessen, Hachmühlen, Hamelspringe, Hasperde, Klein Süntel, Luttringhausen, Nettelrede, Nienstedt und Rohrsen eingegliedert.

### Einwohnerzahlentwicklung
Aufgrund von Eingemeindungen erfolgte zunächst ein statistischer Zuwachs. Doch im Lauf von mehr als 50 Jahren (Stand 2015) ist ein stetiger Rückgang zu verzeichnen, die Gründe sind nicht exakt benennbar.
| Jahr      | 1961   | 1970   | 1987   | 1990   | 1995   | 2000   | 2005   | 2010   | 2015   | 2018   | 2021   |
| --------- | ------ | ------ | ------ | ------ | ------ | ------ | ------ | ------ | ------ | ------ | ------ |
| Einwohner | 17.739 | 19.678 | 18.570 | 18.977 | 19.274 | 19.144 | 18.490 | 17.530 | 17.376 | 17.465 | 17.462 |

(Einwohnerzahlen: 1961 am 6. Juni, 1970 am 27. Mai, jeweils mit den später eingemeindeten Orten; 1987–2018 jeweils am 31. Dezember, 2021 am 31. März)

## Politik

### Rat der Stadt
Der Rat der Stadt Bad Münder am Deister besteht aus 32 Ratsherren und -frauen. Dies ist die festgelegte Anzahl für eine Stadt mit einer Einwohnerzahl zwischen 15.001 und 20.000 Einwohnern. Die 32 Ratsmitglieder werden durch Kommunalwahl für jeweils fünf Jahre gewählt. Die aktuelle Ratsperiode begann am 1. November 2021 und endet am 31. Oktober 2026.
Stimmberechtigt im Rat der Stadt ist außerdem der hauptamtliche Bürgermeister.
Die Kommunalwahl am 12. September 2021 führte zu folgendem Ergebnis:
| Partei     | Sitze |
| ---------- | ----- |
| SPD        | 10    |
| CDU        | 10    |
| Grüne      | 04    |
| bmkm       | 04    |
| AfD        | 02    |
| pro Bürger | 02    |

### Bürgermeister
Als hauptamtlicher Bürgermeister wurde der parteilose Dirk Barkowski am 26. September 2021 mit 57,78 % Stimmen nach Stichwahl gewählt.

#### Bürgermeister bis Ende des Zweiten Weltkriegs
- erstmals erwähnt im Jahr 1309: Olricus Helmolding
- erstmals erwähnt im Jahr 1323: Happe Ading
- erstmals erwähnt im Jahr 1324: Heinrich Bloc
- ~1819 Johann Adolph Hiob Biester
- 1837–1858: Friedrich Ludwig Wilhelm Wermuth
- Juni 1858–19. April 1894: Wilhelm Ernst Daniel Wermuth
- ~1899: Heinrich Eckard

- 1923–1933: Gustav Graf
- 1934–1945: Wilhelm Kleineck

#### Ehrenamtliche Bürgermeister (1945–2000)
- April 1945–Mai 1945: Friedrich Kreibaum (kommissarisch)
- Mai 1945–Dezember 1945: Wilhelm Remmer, SPD (kommissarisch)
- Dezember 1945–1948: Wilhelm Remmer, SPD
- Dezember 1948–Dezember 1949: Herbert Adam van Eyck, CDU
- Dezember 1949–Dezember 1950: Wilhelm Remmer, SPD
- Dezember 1950–November 1952: August Martens, DP
- November 1952–November 1956: Fritz Dierßen, parteilos
- November 1956–Mai 1959: Wilhelm Remmer, SPD
- Mai 1959–Oktober 1981: Carl Heinz Paul, SPD
- November 1981–Oktober 1986: Paul Theodor von Haaren, CDU
- November 1986–Dezember 1991: Sieghardt Reiss, SPD

#### Hauptamtliche Bürgermeister (ab 2000)
- 2000–2011: Silvia Nieber, SPD
- Februar 2012–Oktober 2021: Hartmut Büttner, SPD
- seit November 2021: Dirk Barkowski, parteilos

### Stadtdirektoren (1945–2000)
- April 1948–Juni 1955: Folkert Claassen
- Juli 1955–Juni 1967: Reinhold Thiem
- Juli 1967–Juni 1979: Hermann Weber
- Juli 1985–Mai 1988: Rainer Timmermann
- Juni 1988–2000: Manfred Diesner[10]

### Ortsräte
Die 16 Ortsteile der Stadt Bad Münder werden durch insgesamt 53 Ratsherren und -frauen in neun Ortsräten vertreten. Diese setzen sich wie folgt zusammen:
| Ortsteil                        | SPD | CDU | Grüne | WG |
| ------------------------------- | --- | --- | ----- | -- |
| Bad Münder                      | 3   | 3   | 1     | 2  |
| Bakede-Böbber-Egestorf          | 4   | 2   | –     | 1  |
| Beber-Rohrsen                   | 1   | 3   | 1     | –  |
| Brullsen-Hachmühlen             | –   | –   | –     | 5  |
| Eimbeckhausen                   | 3   | 4   | –     | –  |
| Hasperde-Flegessen-Klein Süntel | 1   | 2   | 1     | 1  |
| Hamelspringe                    | 1   | –   | –     | 4  |
| Nettelrede-Luttringhausen       | 3   | 2   | –     | –  |
| Nienstedt                       | 3   | 2   | –     | –  |
| Summe                           | 19  | 18  | 3     | 13 |

### Wappen, Flagge und Banner
| Banner, Wappen und Hissflagge |  |
|                               |  |
|                               |  |

Blasonierung: „Das Wappen der Stadt ist ein schwarz umrandetes grünes Schild, das in der Mitte einen aufrechtstehenden, aus Sicht der Betrachtenden nach links blickenden goldenen Löwen mit roten Krallen, roter Zunge und rotem Auge zeigt. Über dem Schild befindet sich eine dreitürmige steinfarbene in rot dargestellte Mauerkrone.“
Das Wappen ist abgeleitet von einem Siegel aus dem Jahre 1318. Der Löwe steht für die früheren Landesherren der Fürsten von Lüneburg. Die Mauerkrone steht für die Stadt als solche; die Stadtrechte wurden Ende des 13. Jahrhunderts verliehen.
Die Flagge der Stadt ist grün mit dem Stadtwappen in der Mitte.

## Kultur und Sehenswürdigkeiten

### Bauwerke und sonstige Sehenswürdigkeiten im Ort Bad Münder (Auswahl)
- Die Ev.-luth. Petri-Pauli-Kirche in Bad Münder, deren Turm von 1528 noch heute steht, wurde 1839/40 neu errichtet.
- katholische Kirche St. Johannes Baptist (1936/1962)
- ehemalige Synagoge der Jüdischen Gemeinde Bad Münder
- Historisches Rathaus (Baujahr 1817)
- Steinhof (Herrenhaus), ehemaliger Adelssitz von 1721 an der Stelle eines Herrensitzes aus dem 13. Jahrhundert (heute Stadtverwaltung)
- Wettbergscher Adelshof in Bad Münder (Weserrenaissance), 16. Jahrhundert
- „Münchehof“, ehemaliger Adelssitz von 1596, gegenüber vom Steinhof
- „Kornhus“, ehemaliges Kornhaus
- Söltjerbrunnen in der Fußgängerzone und Brunnen am Hoppenmarkt
- Jüdischer Friedhof Bad Münder in der Deisterallee, der heute 28 Steine aus den Jahren 1826 bis 1917 umfasst.
- Bodendenkmal St.-Annen-Kirche
- Gradierwerk am Kurmittelhaus im Kur- und Landschaftspark (siehe Parks)

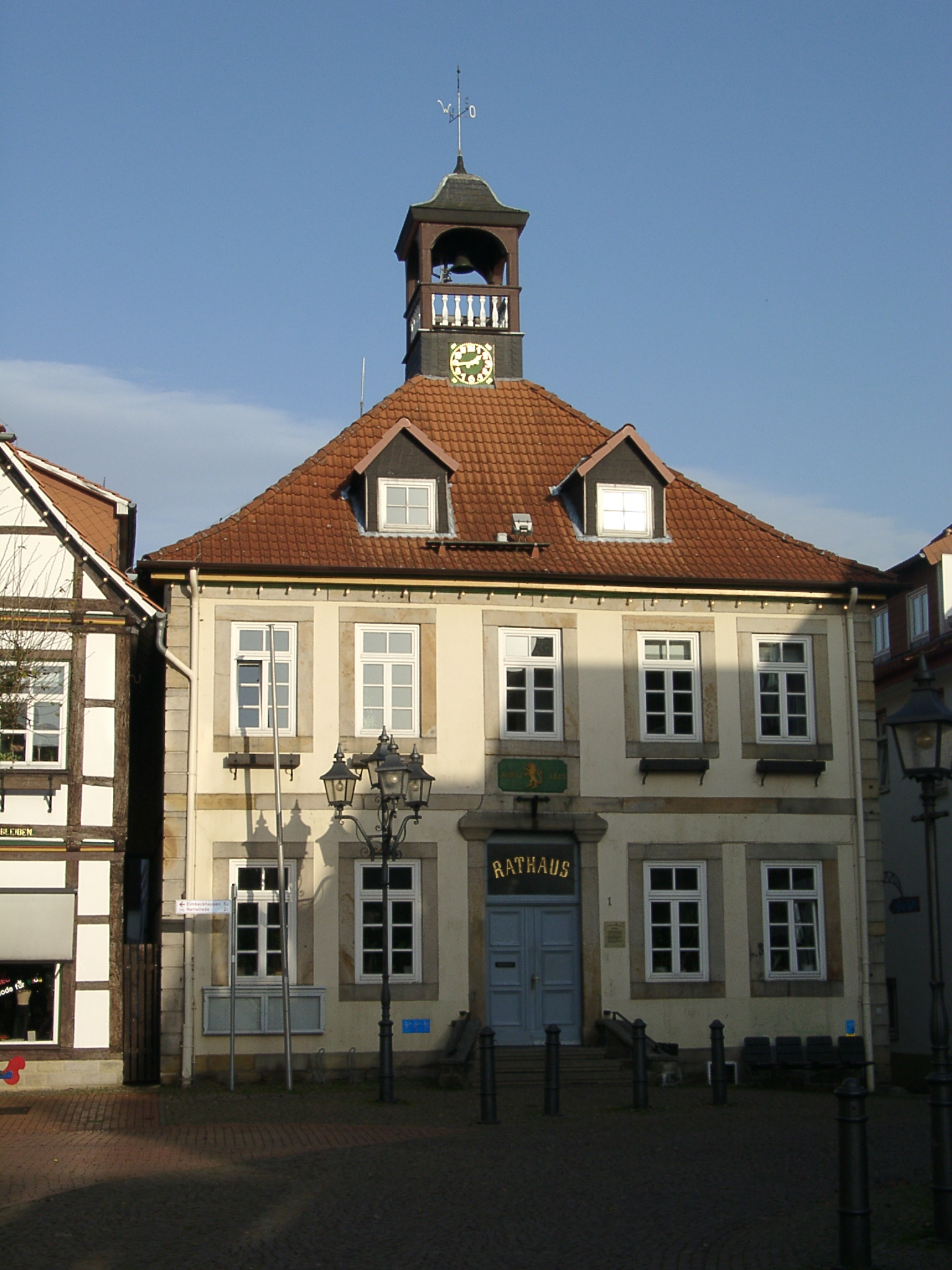
Rathaus von 1817
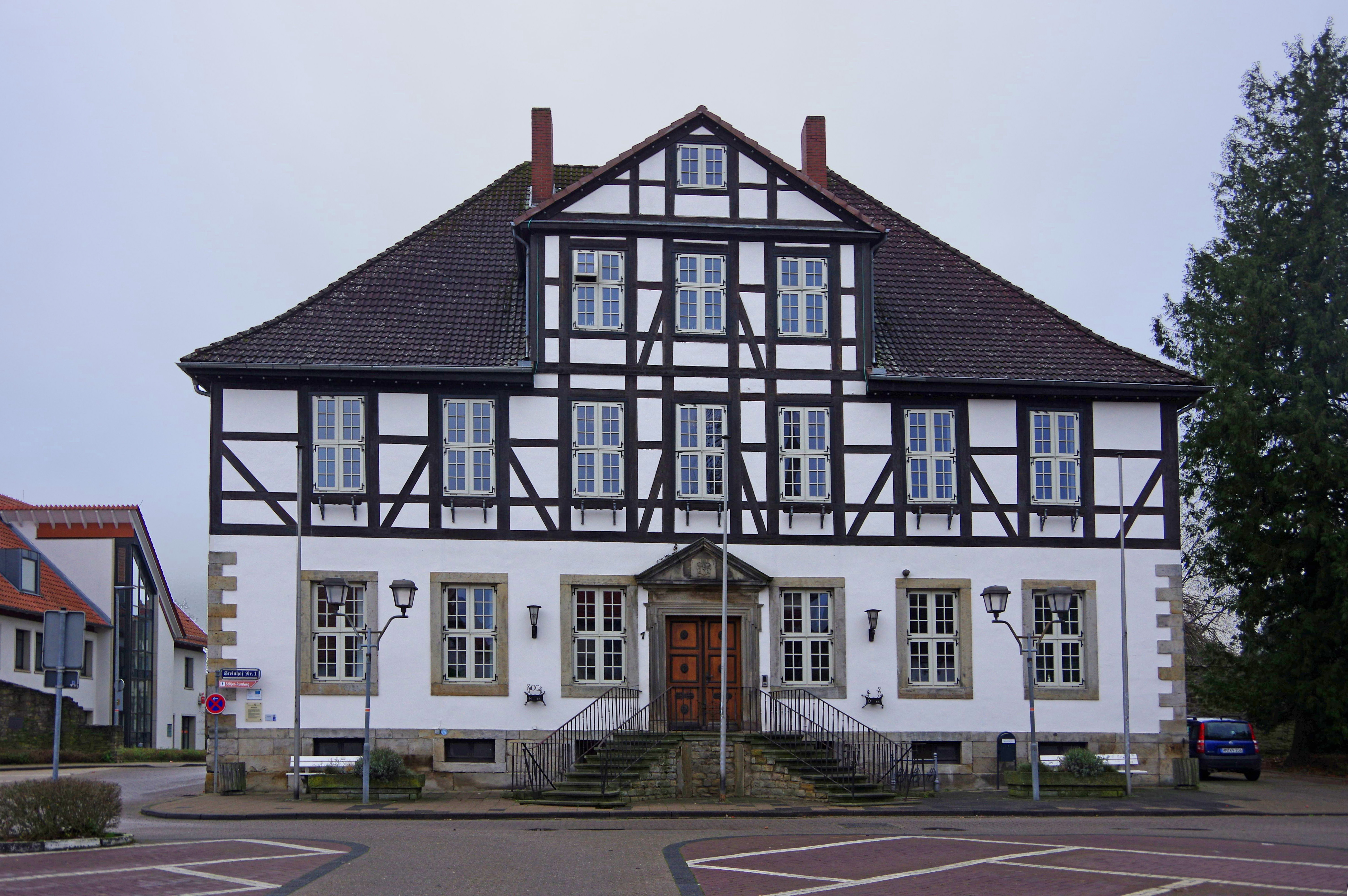
Herrenhaus des ehemaligen Steinhofs
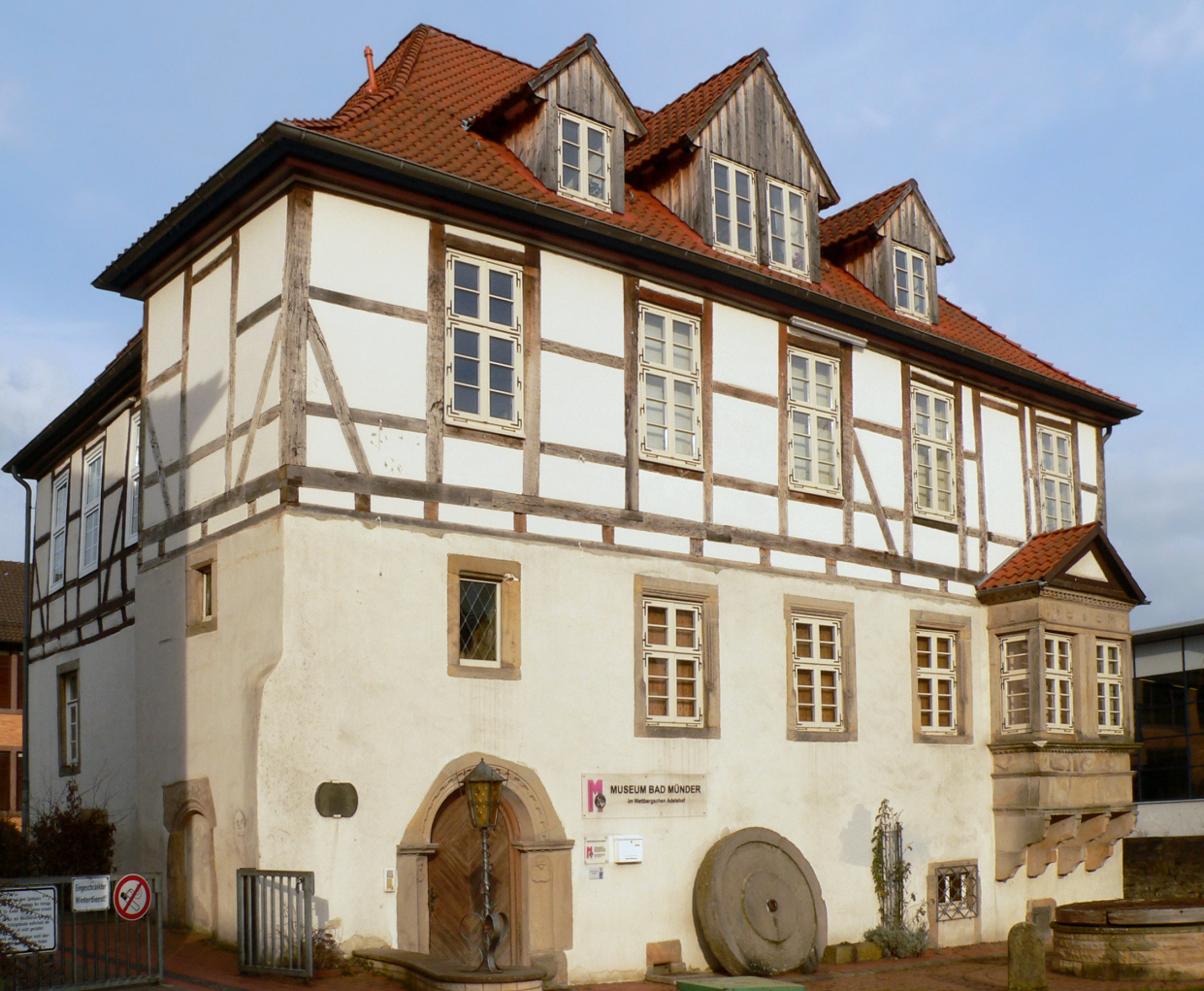
Wettbergscher Adelshof
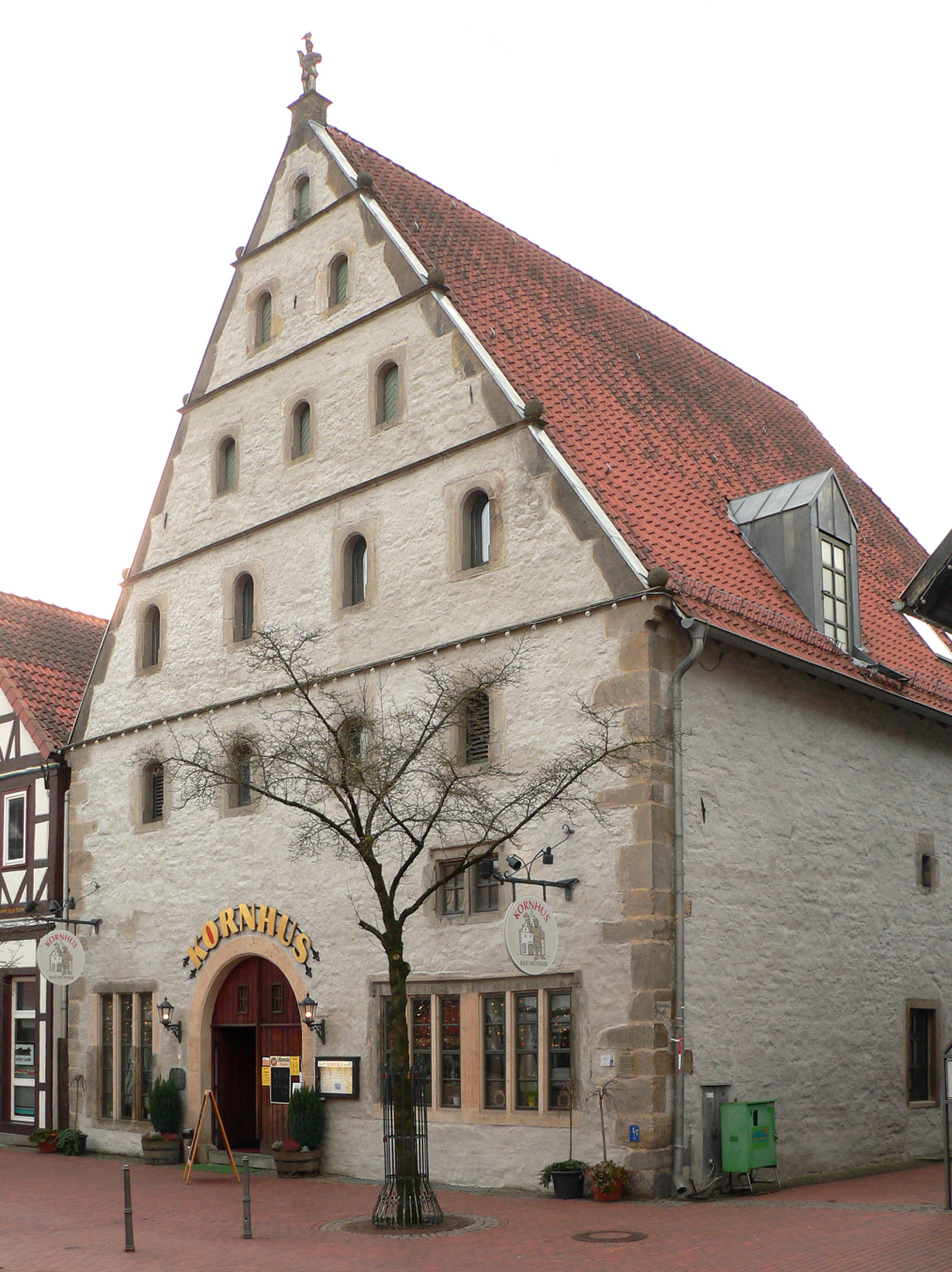
Kornhaus
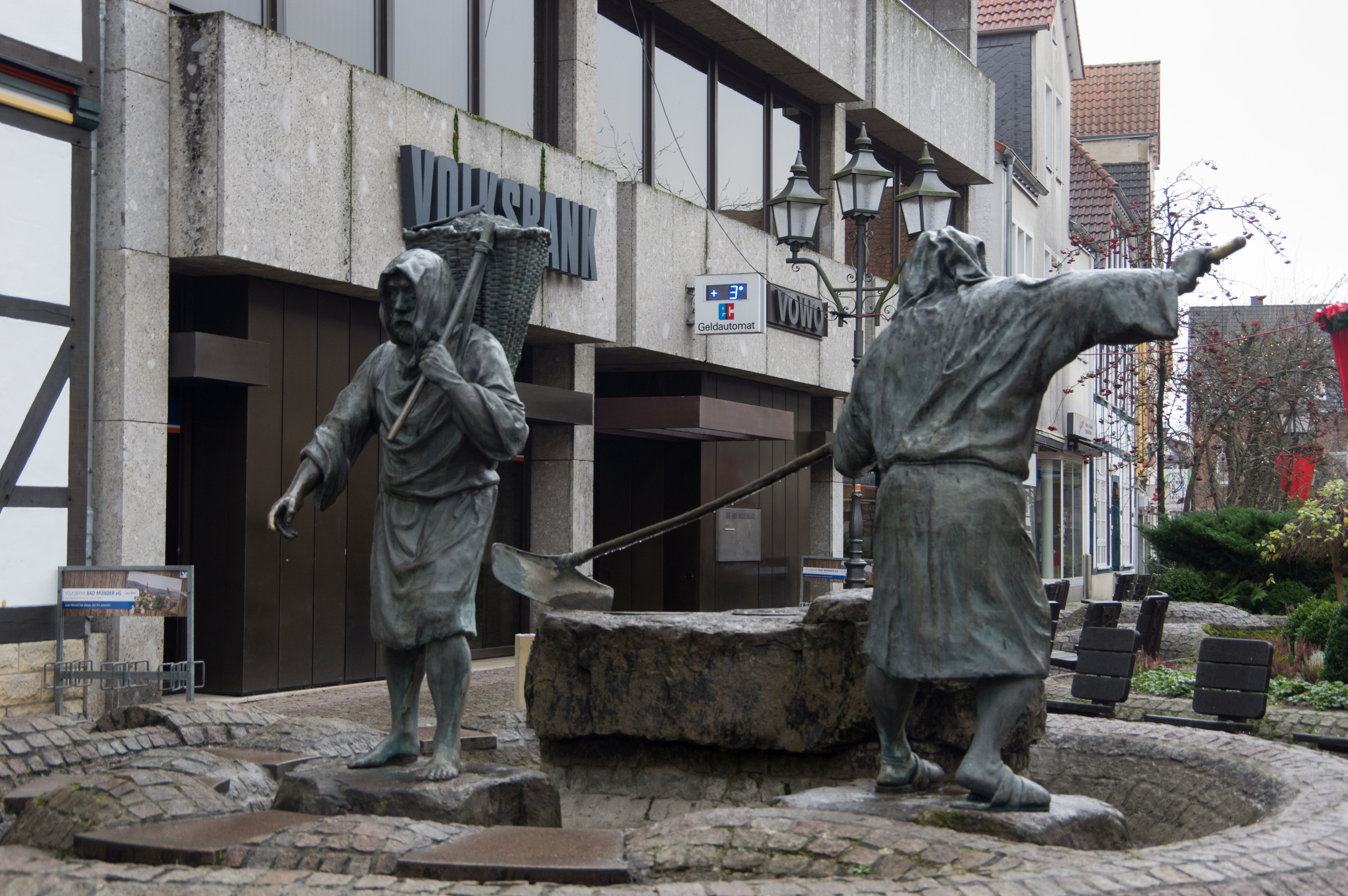
Söltjerbrunnen
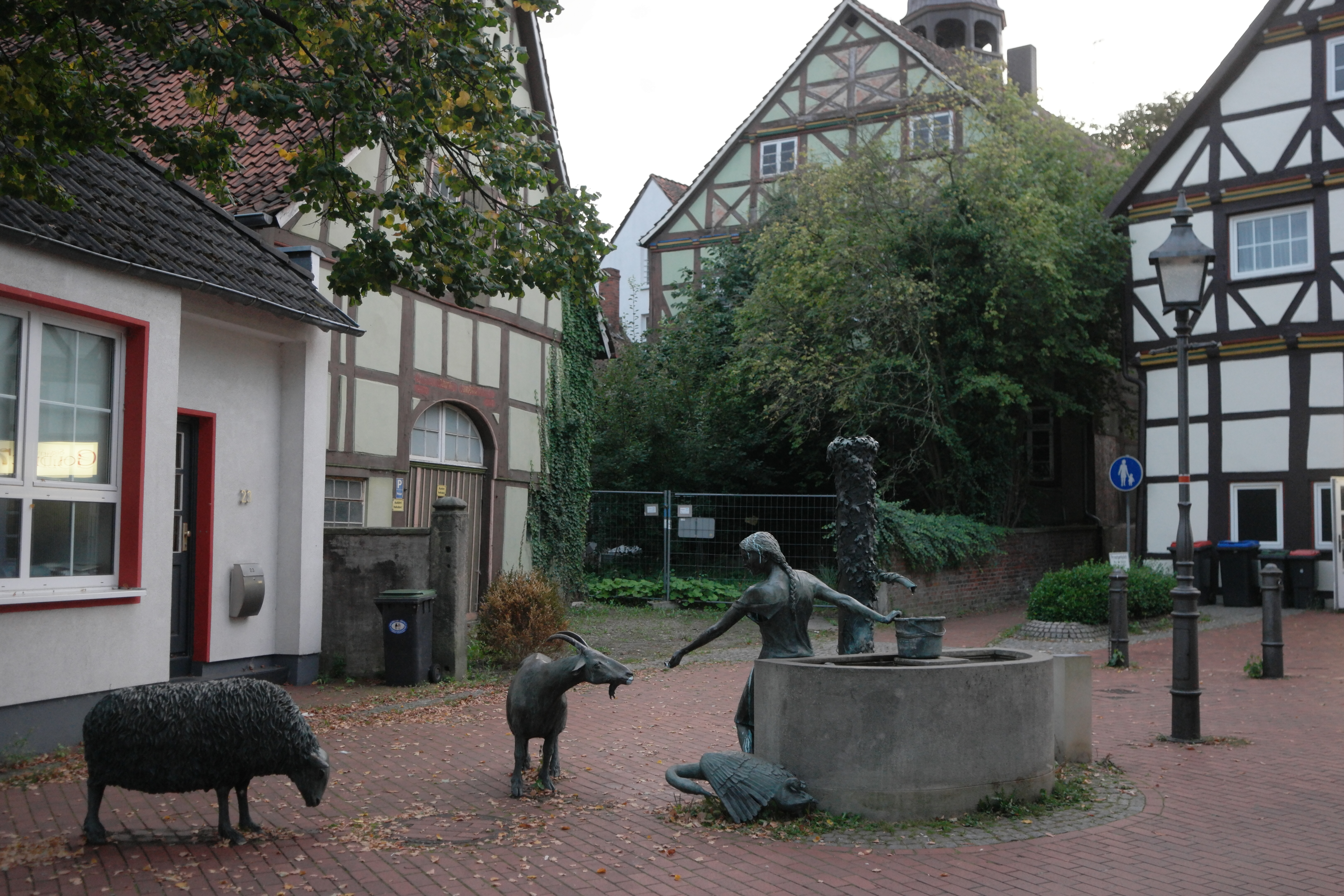
Brunnen am Hoppenmarkt
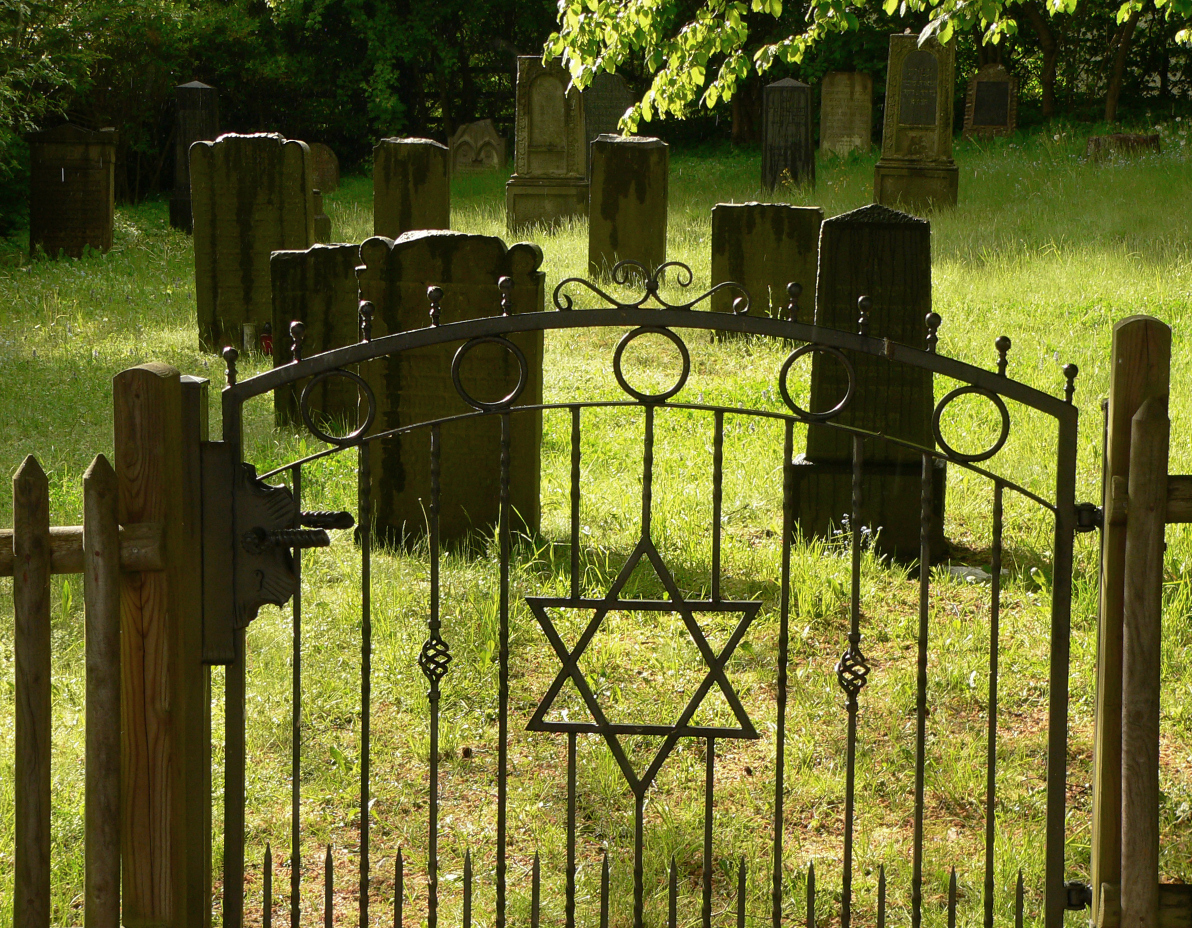
Eingangstor des Jüdischen Friedhofs Bad Münder
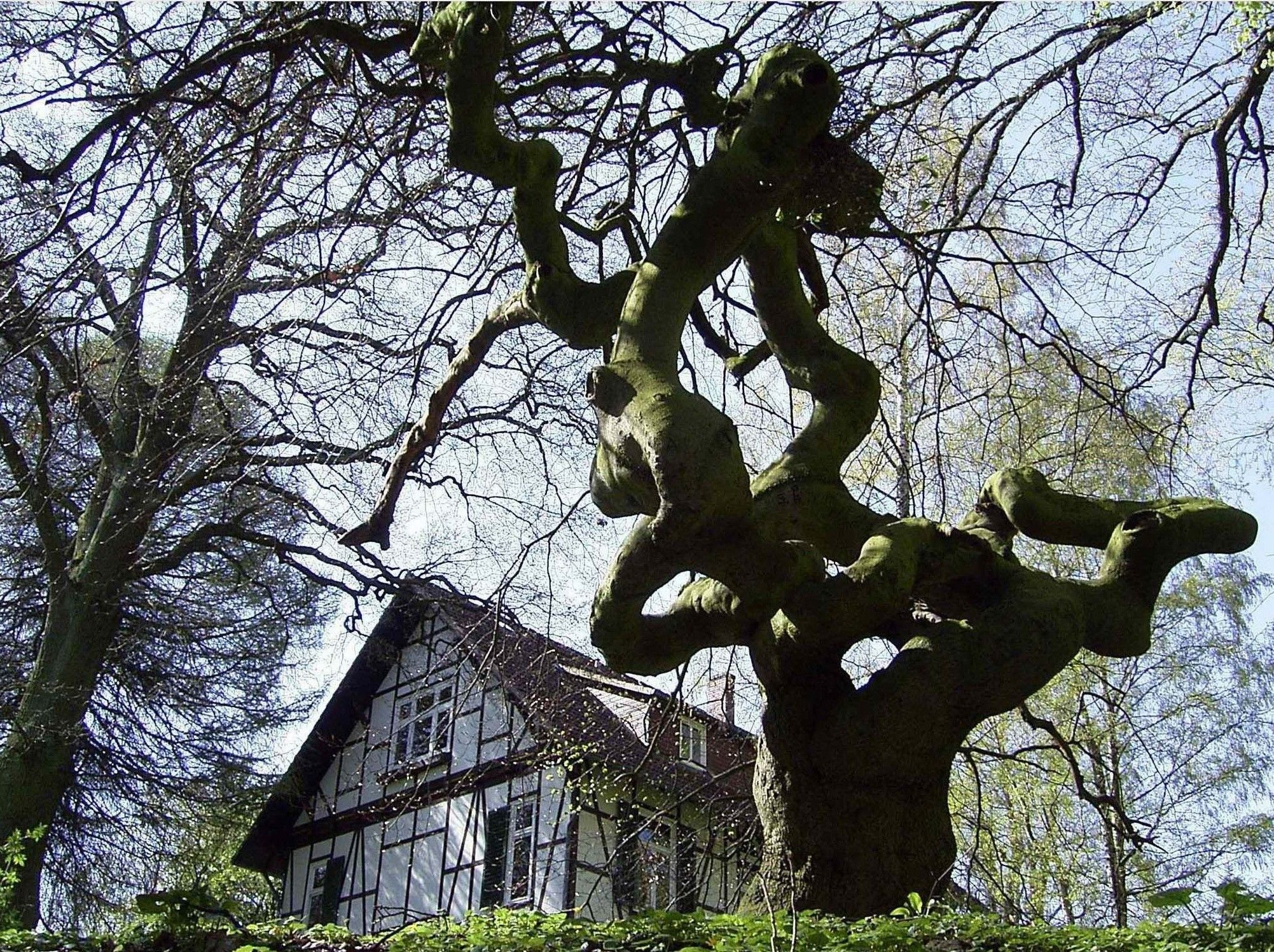
Freizeitheim Haus Süntelbuche
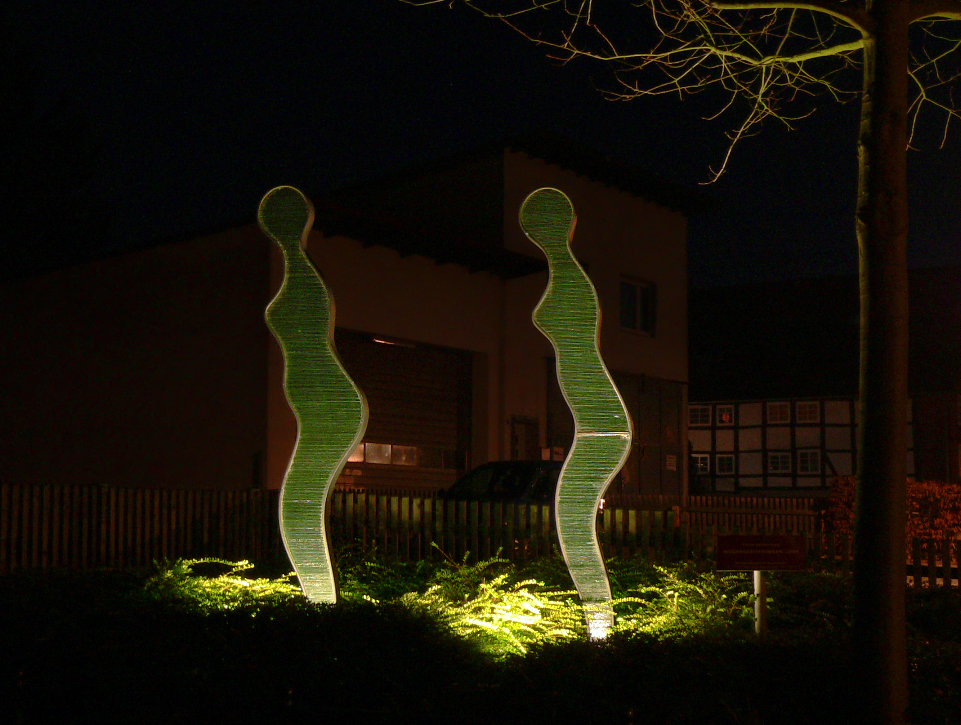
Leuchtstelen Zwei Wegbegleiterinnen in Bad Münder
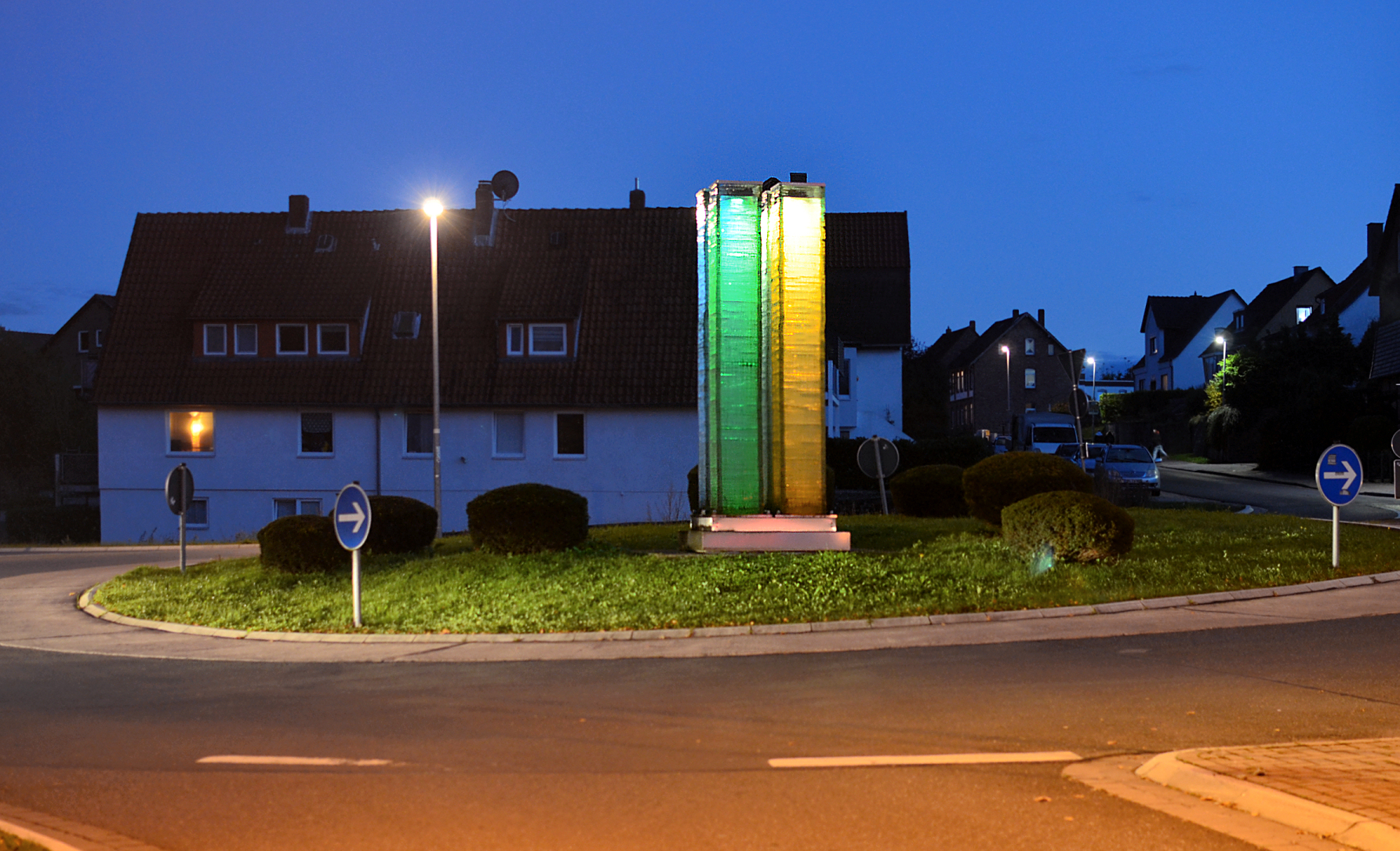
Vom Forum Glas unter Mitwirkung der Ardagh Group in Bad Münder aufgestellte Glasskulptur in einem  Verkehrskreisel in Bad Münder

### Sehenswürdigkeiten außerhalb des Kernorts

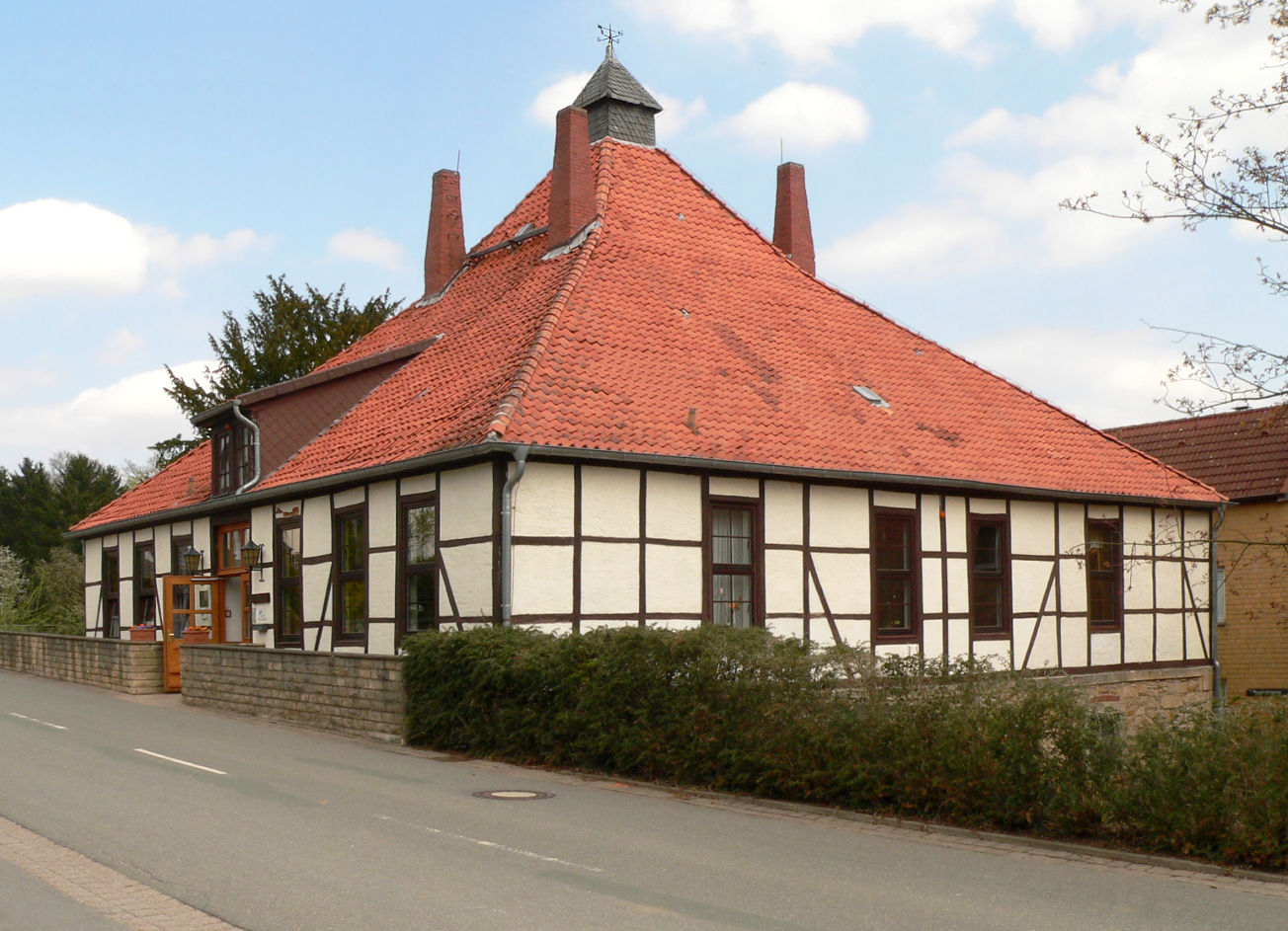
Hüttengebäude der früheren Glashütte Klein Süntel

- Hüttengebäude der ehemaligen Glashütte Klein Süntel
- Mesenstein
- Schloss Hasperde (Weserrenaissance)
- Hamelquelle in Hamelspringe
- Ziegenbuche im Deister
- Nordmannsturm (379 m)
- Süntelturm (440 m)
- Bergschmiede im Süntel

### Museen

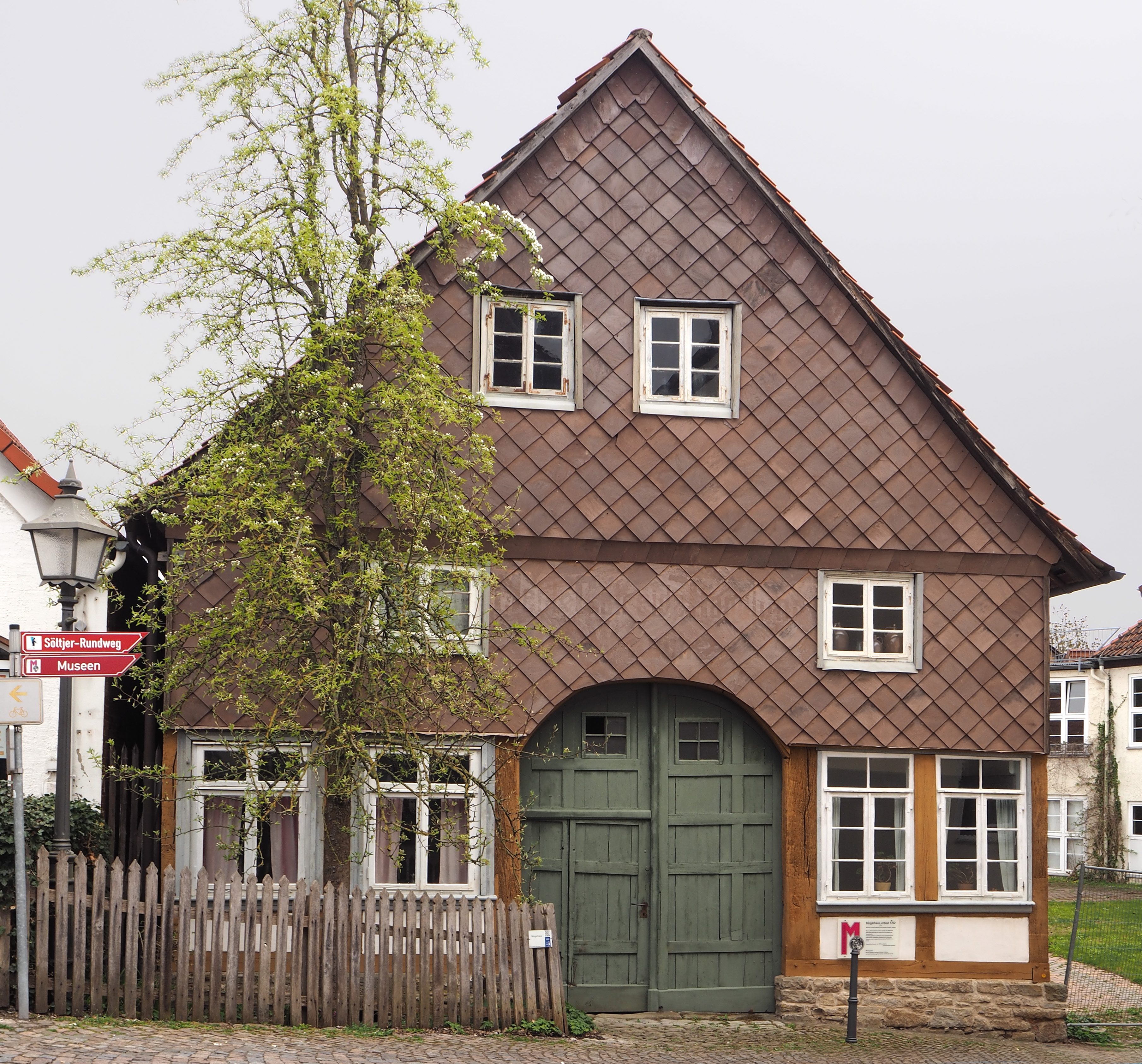
Museum Bürgerhaus von 1752

In der Kernstadt finden sich zwei Museen in Trägerschaft der Ortsgruppe des Heimatbundes Niedersachsen:
- Das Museum im Wettbergschen Adelshof zeigt vielfältige Sammlungen: Neben geologischen und archäologischen Funden sind eine Dauerausstellung zur Stadtgeschichte sowie wechselnde Sonderausstellungen zu sehen. Der im Untergeschoss renaissancezeitliche Bau war früher Herrenhaus der Ritter von Wettberg.
- Das 2007 als Museum eröffnete Bürgerhaus von 1752, Kellerstraße 19, zeigt ein Ackerbürgerhaus, wie es um das Jahr 1880 eingerichtet war.[13]

Im Ortsteil Eimbeckhausen befindet sich ein Museum in Trägerschaft eines Vereins:
- Seit 2003 befindet sich im Ortsteil Eimbeckhausen das Deutsche Stuhlmuseum.[14]

Im Ortsteil Bakede befindet sich das Handwerkermuseum und die Wege der Sinne mit 20 Stationen.

### Musik
- Martin-Schmidt-Konzertsaal mit regelmäßigen Veranstaltungen
- Meisterkonzerte
- Kultur im Schaafstall (Ortsteil Egestorf)
- Kurmuschel mit regelmäßigen Veranstaltungen in den Sommermonaten
- Konzertreihe „Klanghorizonte“ und Abendmusiken in der Petri-Pauli-Kirche
- Jugendmusikschule (JMS)
- Mandolinenverein

### Parks
- Der Kurort verfügt über einen 14 Hektar großen Kur- und Landschaftspark, der vom Schweizer Landschaftsarchitekten Dieter Kienast geplant wurde. Darin finden sich zahlreiche Pflanzenarten, auch einige Exemplare der seltenen, hier heimischen Süntelbuchen. Im Westteil befindet sich eine ARD-Wetterstation.
- Der alte Laurentiusfriedhof bietet einen alten Baumbestand und alte Grabsteinplatten.

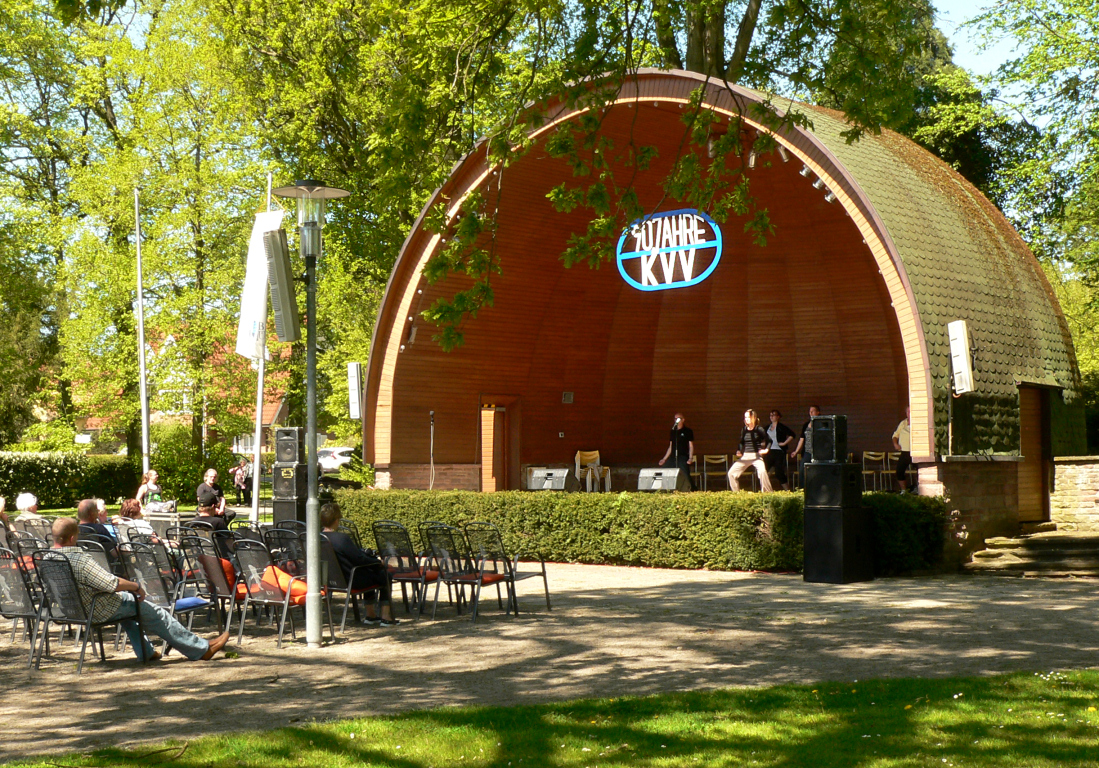
Konzertmuschel im Kurpark
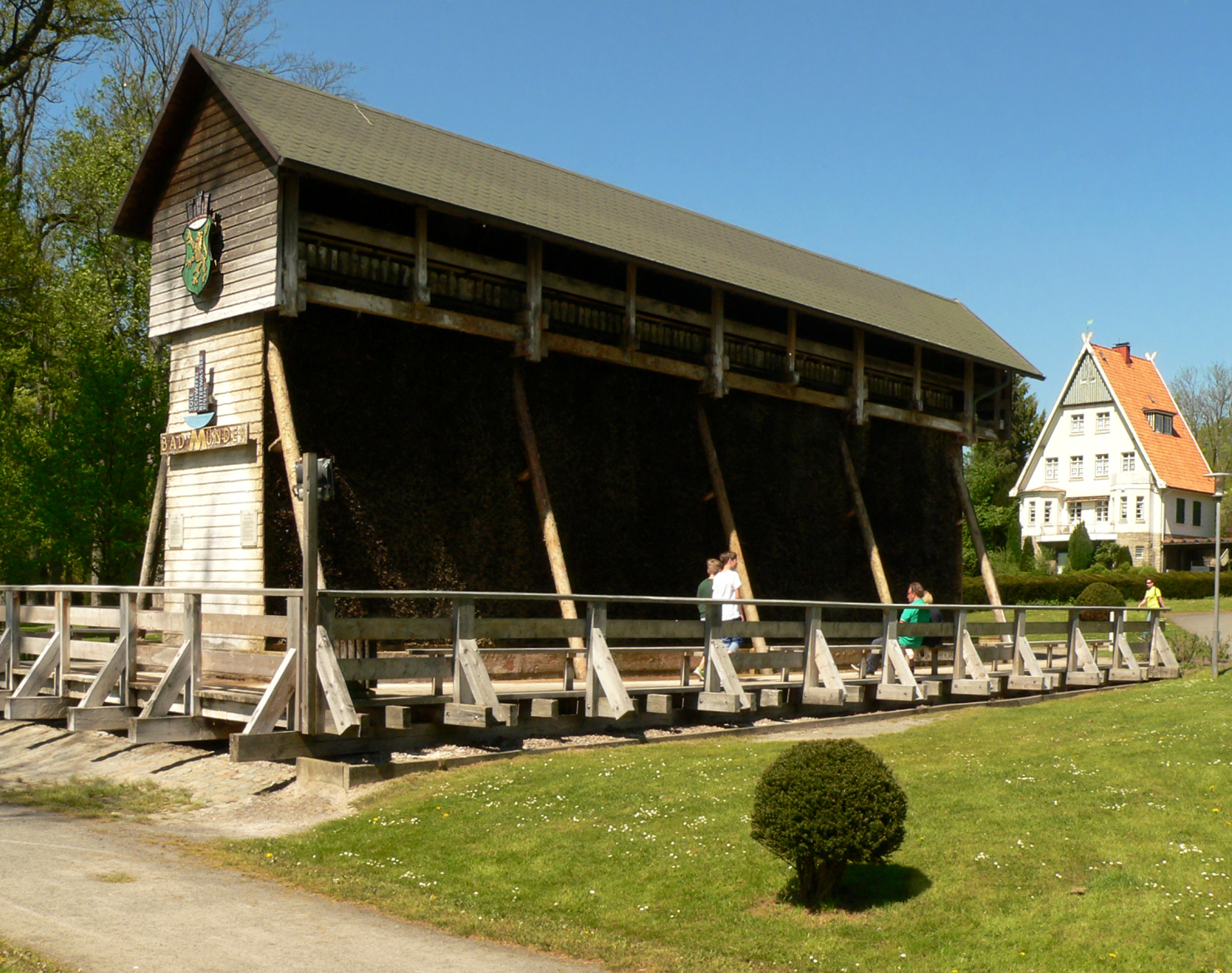
Gradierwerk im Kurpark
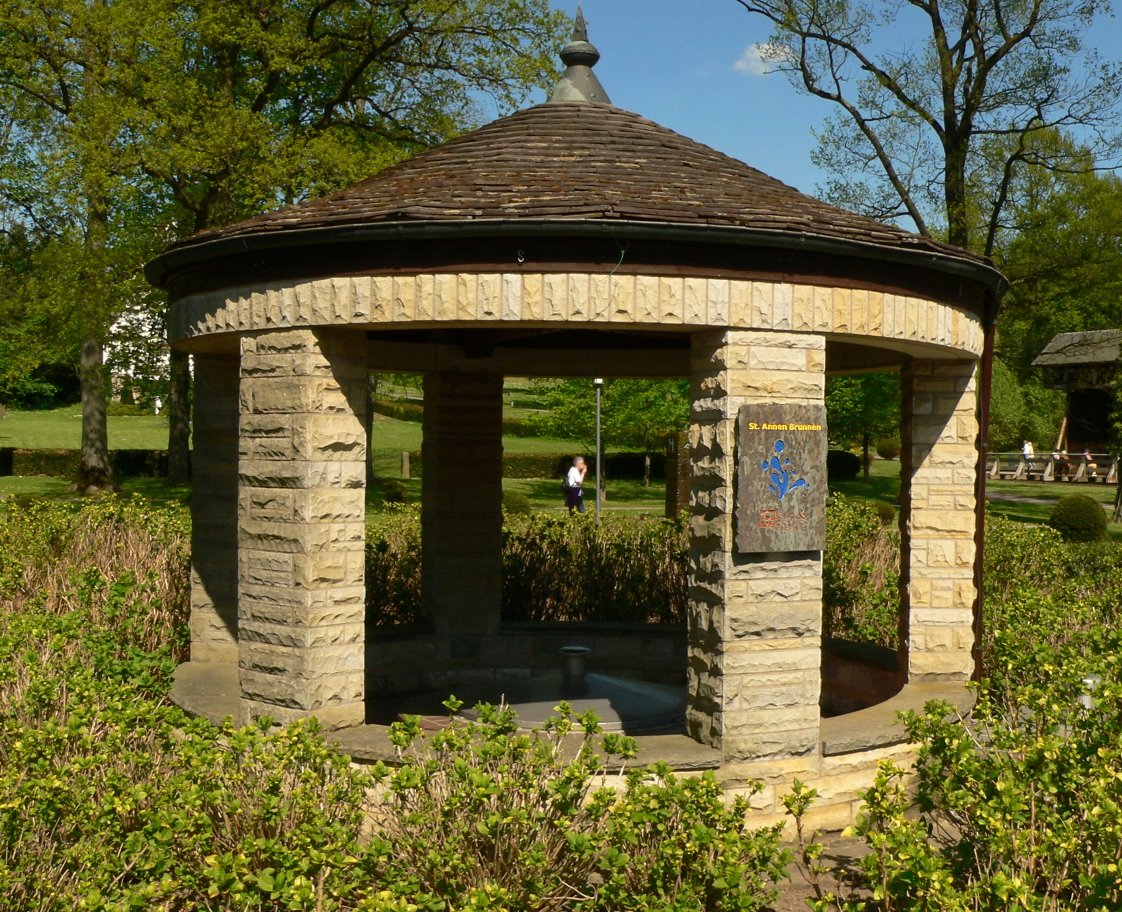
St.-Annen-Brunnen im Kurpark
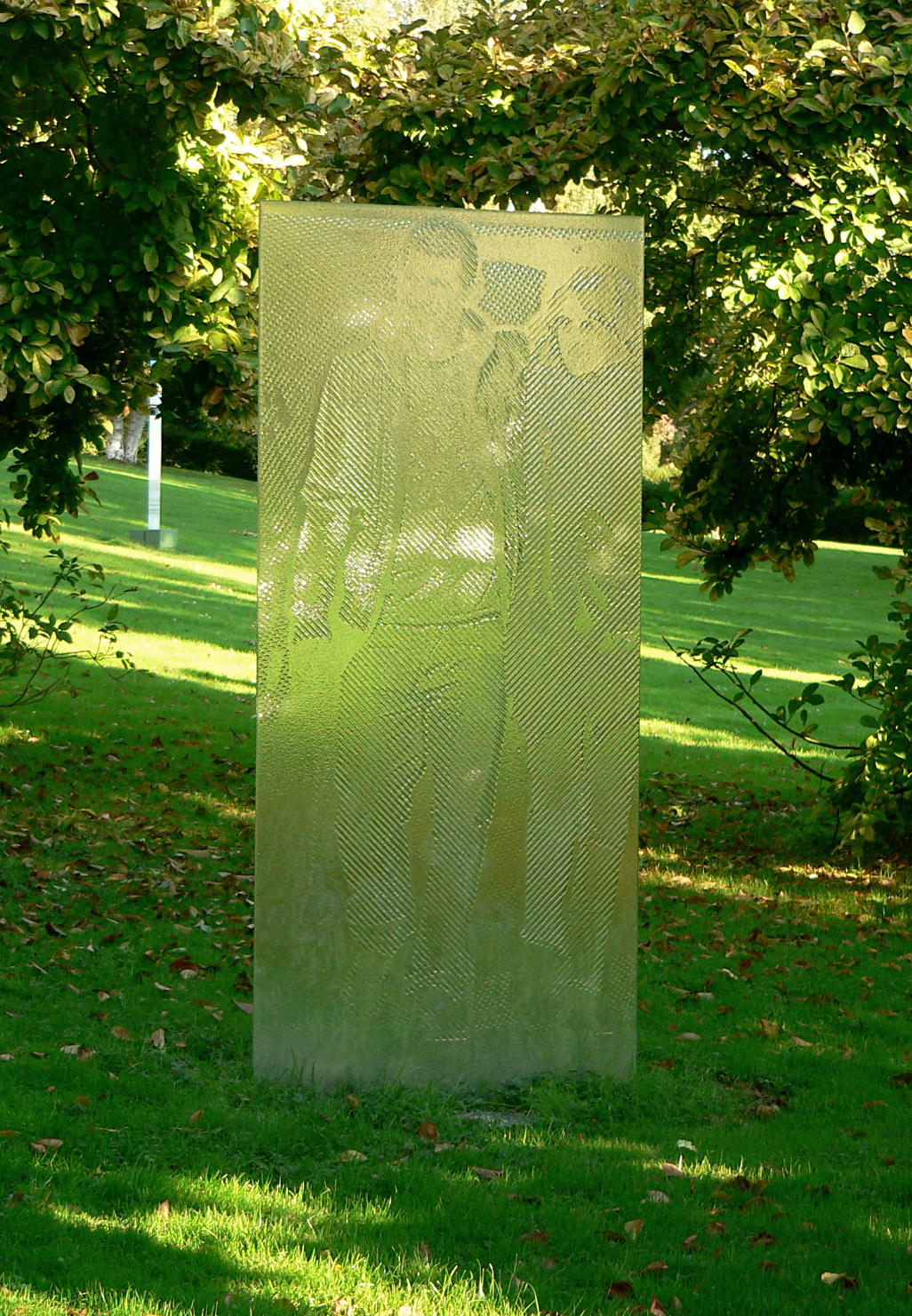
Vom Forum Glas aufgestellte Glasstele im Kurpark

### Naturdenkmäler
- In der Wermuthstraße steht eine um 1850 gepflanzte Süntelbuche.
- Ein weiteres Naturdenkmal ist die Quelle der Hamel, die sich im Ortsteil Hamelspringe befindet. Sie mündet in Hameln in die Weser.

## Wirtschaft und Infrastruktur

### Unternehmen
- Funktechnik: Hytera Mobilfunk GmbH im Ortsteil Eimbeckhausen entwickelt TETRA- und DMR-Funklösungen und ist Lieferant für Hytera-Funksysteme in Europa. Die TETRA-Technik aus Bad Münder wird weltweit eingesetzt.[15]
- Glasindustrie: Bad Münder am Deister ist einer von insgesamt neun Standorten der Ardagh Glass Germany GmbH, die dort Glaserzeugnisse für die pharmazeutische Industrie herstellt.
- Holzindustrie: Wichtigster Wirtschaftszweig im Sünteltal war früher die Stuhlindustrie, die aus dem mittelalterlichen Handwerk hervorgegangen ist. Heute bestehen noch zwei Werke für Büromöbel mit überregionaler Bedeutung:
  - Wilkhahn, Wilkening + Hahne GmbH + Co, im Ortsteil Eimbeckhausen
  - Haworth Büroeinrichtungen, nahe dem Bahnhof Bad Münder

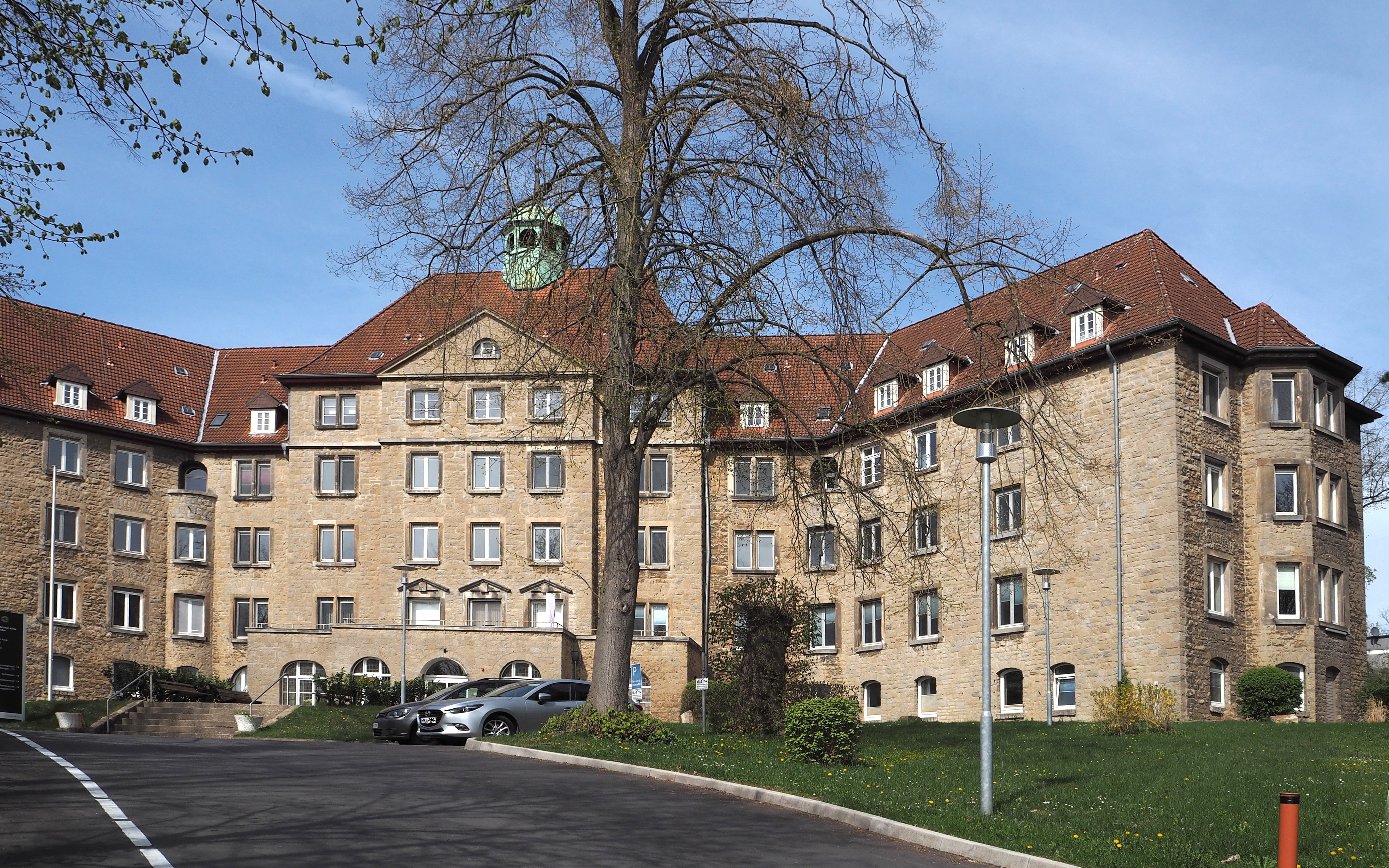
Deister-Süntel-Klinik

- Kliniken: Wichtigster Wirtschaftszweig ist das Gesundheitswesen:
  - Deister-Süntel-Klinik mit Rehabilitationsabteilung[16](vor 2016 AWO-Krankenhaus)[17]
  - MediClin Deister-Weser-Kliniken[18],
  - Friederikenstift Hannover, Sonderstation für Schwerunfallverletzte, Evang. Diakonie Krankenhaus[19]
  - Deutsche Klinik Bad Münder, für Reproduktionsmedizin[20]
  - Deutsche Klinik für Prävention[21]

### Verkehr

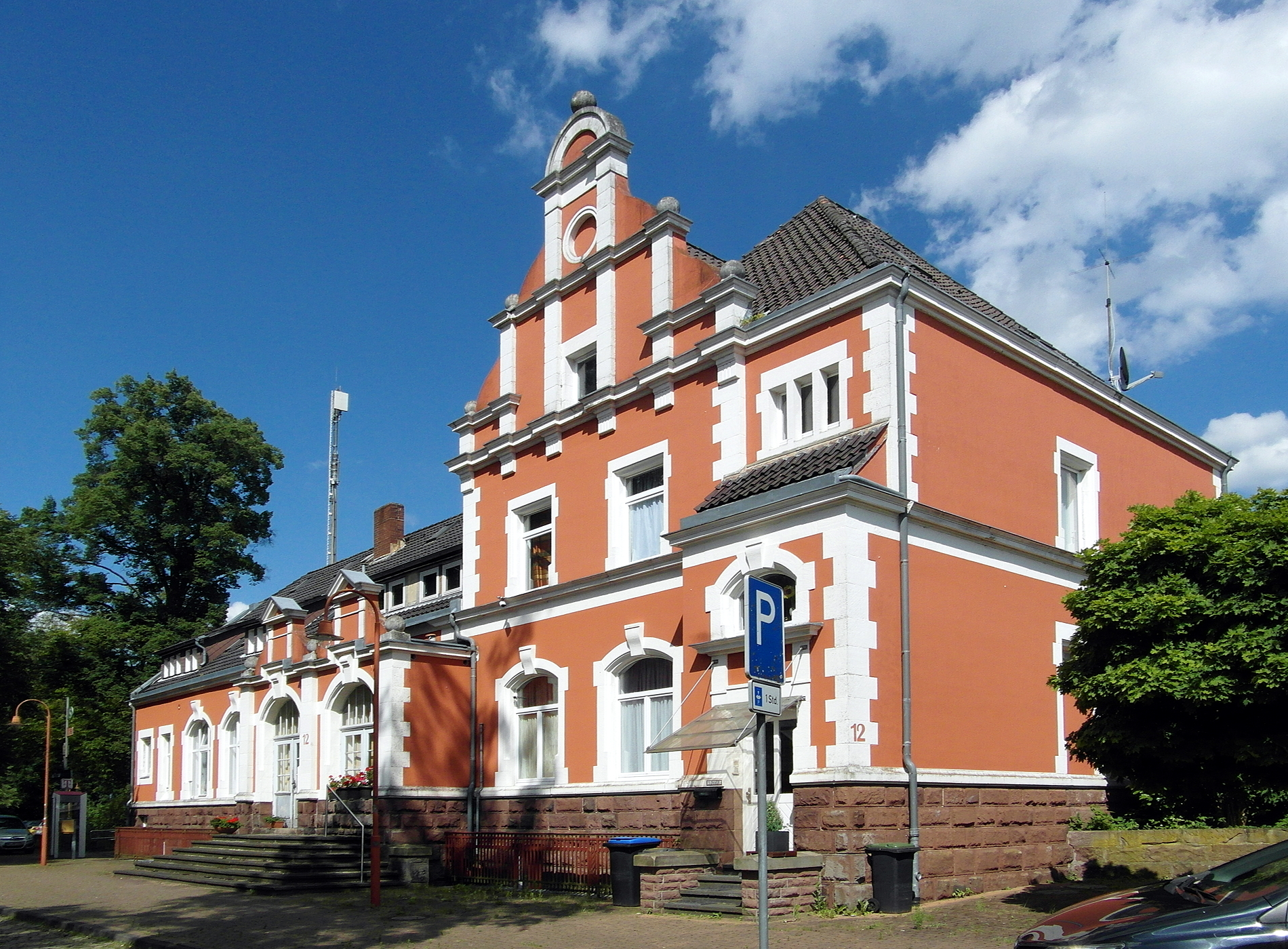
Bahnhofsgebäude Bad Münder

Die Bundesstraßen 442 und 217 bieten Verbindungen nach Hameln, Hannover sowie zur Anschlussstelle Lauenau der Bundesautobahn 2.
Der Bahnhof Bad Münder (Deister), DS100-Code HMDD, an der Bahnstrecke Hannover–Altenbeken wird von der S-Bahn-Linie S 5 Paderborn – Hameln – Hannover Hbf – Hannover Flughafen bedient.
| Linie | Verlauf | Takt |
| ----- | --- | --- |
| S 5   | Paderborn Hbf – Altenbeken – Steinheim (Westf) – Schieder – Lügde – Bad Pyrmont – Emmerthal – Hameln – Bad Münder (Deister) – Springe – Völksen/Eldagsen – Bennigsen – Holtensen/Linderte – Weetzen – Hannover-Linden/Fischerhof – Hannover Bismarckstraße – Hannover Hbf – Hannover-Nordstadt – Hannover-Ledeburg – Hannover-Vinnhorst – Langenhagen Mitte – Langenhagen Pferdemarkt – Hannover Flughafen Stand: Fahrplanwechsel Juni 2022 | 60 min 30/60 min (Bad Pyrmont–Hameln) 30 min (Hameln–Hannover Hbf werktags) 30 min (Hannover Hbf–Flughafen) |

Nächstgelegener Bahnhof für den Ortsteil Nienstedt ist der Bahnhof Egestorf (Deister) an der Deisterstrecke, wo die S-Bahn-Linien S 1 und 2 Verbindungen nach Haste und Hannover bieten.
Auf der früheren Bahnstrecke Bad Münder–Bad Nenndorf wurde 1968 der Personenverkehr und 1995 auch der letzte Rest des Güterverkehrs eingestellt.

### Öffentliche Einrichtungen
- Tourist-Information der GeTour GmbH
- Rohmelbad, Freibad mit eigener Mineralwasserquelle
- Kinder- und Jugendzentrum Point
- Freibad Fischertal im Ortsteil Bakede

### Bildung
Grundschulen
- Grundschule Bad Münder
- Grundschule Bakede
- Grundschule Eimbeckhausen
- Grundschule Flegessen

Gesamtschulen
- KGS Bad Münder (Kooperative Gesamtschule)

Sonstige Bildungseinrichtungen
- Wilhelm-Gefeller-Bildungszentrum der IG BCE[22]
- Studieninstitut des Landes Niedersachsen
- Musikschule und Fachhandel Bad Münder – H. Behnke
- Jugendmusikschule (JMS) Bad Münder

Kindertagesstätten
- evangelischer Kindergarten Arche Noah Bad Münder sowie in Bakede
- Kindergarten der Evangelisch-Freikirchlichen Gemeinde Bad Münder
- DRK Kindertagesstätten in den Ortschaften Bad Münder (mit Krippengruppe), Beber/Rohrsen, Eimbeckhausen (mit Krippengruppe) und Hamelspringe
- städtische Kindergärten in Flegessen und Nienstedt
- Waldkinder Bad Münder e. V.
- Kinderkrippe der Katholischen Gemeinde in Bad Münder

### Vereine
In der Kernstadt:
- BürgerBus Bad Münder e. V.[23]
- DBV Break Bad Münder 07 e. V. / Billard- und Dartverein
- Deutsche Lebens-Rettungs-Gesellschaft[24]
- Forum Glas – Verein zur Förderung der Glasgeschichte und Glasgestaltung in der Deister-Süntel-Region e. V., Bad Münder
- GC Am Deister e. V.,Golfclub 18 Loch/Drivingrange 3-Loch Kurzplatz frei
- GLASKLAR e. V. / unabhängige politische Interessengemeinschaft
- Heimatbund Niedersachsen e. V. Ortsgruppe Bad Münder.[25]
- Internationale Schule des Goldenen Rosenkreuzes, Lectorium Rosicrucianum e. V.[26]
- Kunstwerkstatt Bad Münder e. V.
- Kur- und Verkehrsverein Bad Münder e. V.
- Reit- und Fahrverein Bad Münder e. V.
- Redfire Kampfsportteam e. V. (Niedersachsenmeister 2009)
- SPD Stadtverband Bad Münder
- Sportclub Bad Münder e. V.
- Sportschützenverein 1907 Bad Münder e. V.
- Schießsport-Verein Bad Münder e. V.
- Starriders – Drum & Bugle Corps
- Tennisverein Bad Münder e. V.
- TUSPO Bad Münder 1862 e. V.

## Persönlichkeiten

### Söhne und Töchter der Stadt
- David Julius Pott (1760–1838), Theologe, Bibelwissenschaftler und Hochschullehrer, geboren in Nettelrede
- Georg August Friedrich Goldmann (1785–1855), Pädagoge, Philologe, Pfarrer und Autor
- Georg Philipp Holscher (1792–1852), Augenarzt
- August Friedrich Pott (1802–1887), Sprachforscher, geboren in Nettelrede
- Adolf Andrée (1841–1917), Apotheker, Botaniker, Autor und Kommunalpolitiker.
- Friedrich Remmer (1850–1914), Architekt und Politiker
- Adolf Sponholtz (1869–1951), Verleger und Druckereibesitzer, geboren in Klein Süntel
- Friedrich Wilhelm Nolte (1880–1952), Politiker (Deutsch-Hannoversche Partei), geboren in Nienstedt
- Karl Erich Andrée (1880–1959), Geologe und Paläontologe
- Karl Piepho (1882–1959), Heimatforscher
- Wilhelm Remmer (1886–1968), Politiker, Bürgermeister und Landrat
- Leo Wispler (1890–1958), Schriftsteller
- Hans Wellhausen (1894–1964), Politiker (FDP, CSU)
- Herbert Gericke (1895–1978), Kunsthistoriker
- Hans Piepho (1909–1993), Zoologe, Entomologe und Hochschullehrer, geboren in Eimbeckhausen
- Gerhard Siegmann (1911–1989), Architekt der Moderne
- Adolf Vetter (1918–1973), Fußballspieler
- Hildegard Falck (* 1949), Olympiasiegerin, geboren in Nettelrede
- Karl-Martin Hentschel (* 1950), Schriftsteller, Politiker (Bündnis 90/Die Grünen)
- Wolfram Lobin (* 1951), Botaniker
- Thomas Ballast (* 1962), Krankenkassenmanager

### Personen, die mit der Stadt in Verbindung stehen
- Günter Halm (1922–2017), Ritterkreuzträger, 1973 bis 1993 Vorsitzender des TUSPO Bad Münder 1862 e. V.
- Bernfried E. G. Pröve (* 1963), Komponist und Organist